# Saint-Vincent-du-Boulay
Saint-Vincent-du-Boulay é uma comuna francesa na região administrativa da Normandia, no departamento de Eure. Estende-se por uma área de 6,58 km². Em 2010 a comuna tinha 384 habitantes (densidade: 58,4 hab./km²).